# Nyborg-Knudshoved-banen
Nyborg-Knudshoved-banen – eller Knudshovedbanen – var en jernbane fra Nyborg Station til Knudshoved og Slipshavn. Den blev sammen med Halsskovbanen anlagt for at sikre trafikken over Storebælt i isvintre.

## Historie
Ved lov af 23. april 1881 besluttede Rigsdagen at indsætte jernbanefærger på Storebælt. Der blev anskaffet 2 dampfærger, hver med 2 jernbanespor, og anlagt færgelejer i Korsør og Nyborg. De første færger var hjuldampere, hvis skovlhjul ikke kunne tåle at arbejde i is, så der blev også anskaffet en isbryder. Hvis isen var så svær, at isbryderen ikke kunne gå ind i færgehavnene, skulle overfarten flyttes, så isbryderen opsamlede og afsatte passagererne ude ved Storebæltskysten. I værste fald kunne passagererne sendes over Bæltet i isbåde. Derfor indeholdt loven også anlæg af to "lette baner" fra færgehavnene ud til isbådestationerne ved kysten, dvs. fra Korsør til Halsskov Odde og fra Nyborg til Knudshoved. På Fynssiden skulle banen fortsætte fra Knudshoved til  Slipshavn, så der var to muligheder for at isbryderen kunne gå ind og udveksle passagerer med togene.
Ved Knudshoved Station blev der i 1892 anlagt en mole med et molehoved, hvor isbryderne kunne lægge til, så omstigning mellem skib og tog kunne foregå. Derimod blev strækningen Knudshoved-Slipshavn nedlagt i 1905. Slipshavn nåede i banens tid slet ikke at blive brugt som overfartssted i isperioder, og havnen var for lavvandet til de større isbrydere og den isbryderfærge, der blev anskaffet.
Knudshovedbanen blev brugt meget mindre til sit oprindelige formål end man havde regnet med. I vintrene 1887-88 og 1892-93 kom isbådene - og dermed banen - flittigt i brug. Men så gik der 30 år inden der igen kom så streng isvinter, at der blev brug for molen på Knudshoved. Her lagde isbryderne til  fra 29. januar til 14. februar 1923. Og fra 19. februar til 1. marts 1929 gik trafikken igen via Knudshoved.
Fra 1928 blev banen også brugt til noget helt andet. Fra 17. juni kørte der badetog fra Odense til det nyoprettede Skærven trinbræt på Knudshoved-halvøen. Denne trafik kulminerede søndag d. 21. juli 1929, hvor 4.339 rejsende var med badetogene til Skærven. Herefter blev trafikken reduceret pga. sporets tilstand, men den fortsatte til begyndelsen af 1950'erne, kun afbrudt af et par år under Besættelsen.
Da Storebæltsoverfartens nye bilfærgeleje i Knudshoved skulle anlægges, blev Knudshovedbanen brugt til transport af fyld fra Espe grusgrav samt cement, spunsjern og tømmer. Da disse transporter ophørte sidst på sommeren 1956, blev banen nedlagt og sporet taget op, så en del af banens tracé kunne bruges til anlæg af motorvejen ud til færgehavnen.

## Strækningsdata
- Færdig: november 1882, prøvekørt i februar 1883. Bygget af brugte skinner, som måtte udskiftes allerede året efter.
- Strækningslængde 5,8 km, samlet sporlængde 6.026 m
- Enkeltsporet
- Sporvidde: 1.435 mm
- Skinnevægt: øget til 22,5 kg/m i 1900 og til 32 og 34 kg/m i 1928-29
- Maks. stigning: 7,5 ‰
- Mindste kurveradius: 190 m
- Maks. hastighed: 45 km/t
- Akseltryk: 13,5 t.
- Nedlagt:
  - Knudshoved-Slipshavn (1,9 km) 13. marts 1905
  - Nyborg-Knudshoved (3,9 km) sommeren 1956

## Standsningssteder
- Nyborg station i km 0,0 - forbindelse med Den fynske hovedbane, Nyborg-Ringe-Faaborg Banen og Svendborg-Nyborg Banen.
- Skærven trinbræt i km 3,0 med svelleperron til brug for badetog fra 1928.
- Knudshoved holdeplads i km 3,9 med omløbsspor, senere med remise og drejeskive og fra 1892 sidespor ud på molen.
- Slipshavn holdeplads i km 5,8 til 1905 med omløbsspor og kort læssespor.

## Strækninger hvor banetracéet er bevaret
1 km af banetracéet er bevaret fra sporet ud til molehovedet og tre små stykker af Slipshavnstracéet, adskilt af to bugter hvor havet har eroderet dæmningen væk. På det længste stykke er der fuglereservat mellem fugletårnet og havet med adgang forbudt fra 1. april til 15. november.
- Sporet ud til molehovedet
- Slipshavnstracéet ved Knudshoved Station
- Slipshavnstracéet ved lågen til fuglereservatet
- Op på dæmningen fra den østlige bugt
- Dæmningen ud til den vestlige bugt
- Banedæmning mod vest til Slipshavn
- Stationsbygningen ses i det militære område